# Kropotkin (slægt)
Kroptkin er er russisk adelsslægt, der nedstammer fra de tidligere storfyrster i Smolensk. Efter at Smolensk blev erobret af Litauen i 1407 flygtede slægten til Moskva.

## Den smolenske storfyrsteslægt
Storfyrstendømmet Smolensk blev oprettet i 988. Landet blev erobret af Litauen i 1407.
Storfyrsterne i Smolensk nedstammede – som de fleste andre af datidens russiske fyrster – fra Rurik af Novgorod. Efterhånden fik den smolenske storfyrstefamilie mange sidelinjer. Når den regerende hovedlinje uddøde, så kom én af sidelinjerne på tronen.
Nogle af sidelinjerne havde ret til at føre titlen fyrste (eller prins) af Smolensk. Slægten Kropotkin er én af disse sidelinjer. Mellem 18. november 1849 og 20. juni 1857 bekræftede det russiske senatet flere gange, at slægtens overhoved havde ret til føre titlen fyrste af Smolensk.
Den anarkistiske forfatter Peter Kropotkin (1842-1921) er slægtens mest kendte medlem.

## Slægtens forfædre
Vasily Sviatoslavich af Smolensk er stamfader til slægten Kropotkin.
Hans nærmeste forfædre er:
- far: Sviatoslav 2. Ivanovitj, regerende storfyrste 1359-1386
- farfar: Ivan Aleksandrovitj, regerende storfyrste 1313-1359
- oldefar: Aleksandr Glebovitj, regerede storfyrste 1297-1313
- tipoldefar: Gleb 1. Rostislavitj, regerede storfyrste 1249-1278
- tiptipoldefar: Rostislav 2. Mstislavitj, regerende storfyrste 1231-1232
- tiptiptipoldefar: Mstislav 3. Davydovitj, regerende storfyrste 1223-1231